# Etzel (Berg)
Der Etzel (1097 m ü. M.) ist ein Berg zwischen dem Zürichsee und dem Sihlsee im Kanton Schwyz in der Schweiz. Der Etzel wird als Hausberg von Pfäffikon bezeichnet. 
Die obersten 100 Höhenmeter des freistehenden Gipfels sind rundum bewaldet. Auf der dem Zürichsee zugewandten Nordflanke reicht der Wald bis auf 800 m hinunter.
Unterhalb des Gipfels befindet sich die Passhöhe des Etzelpasses mit der Kapelle St. Meinrad, benannt nach dem Heiligen Meinrad von Einsiedeln.
Der Name Etzel ist erstmals 1217 belegt (als Eczelin). Seine Deutung ist unsicher, am wahrscheinlichsten ist eine Diminutivbildung zum mittelhochdeutschen Wort etze «Weideplatz».

## Geografie

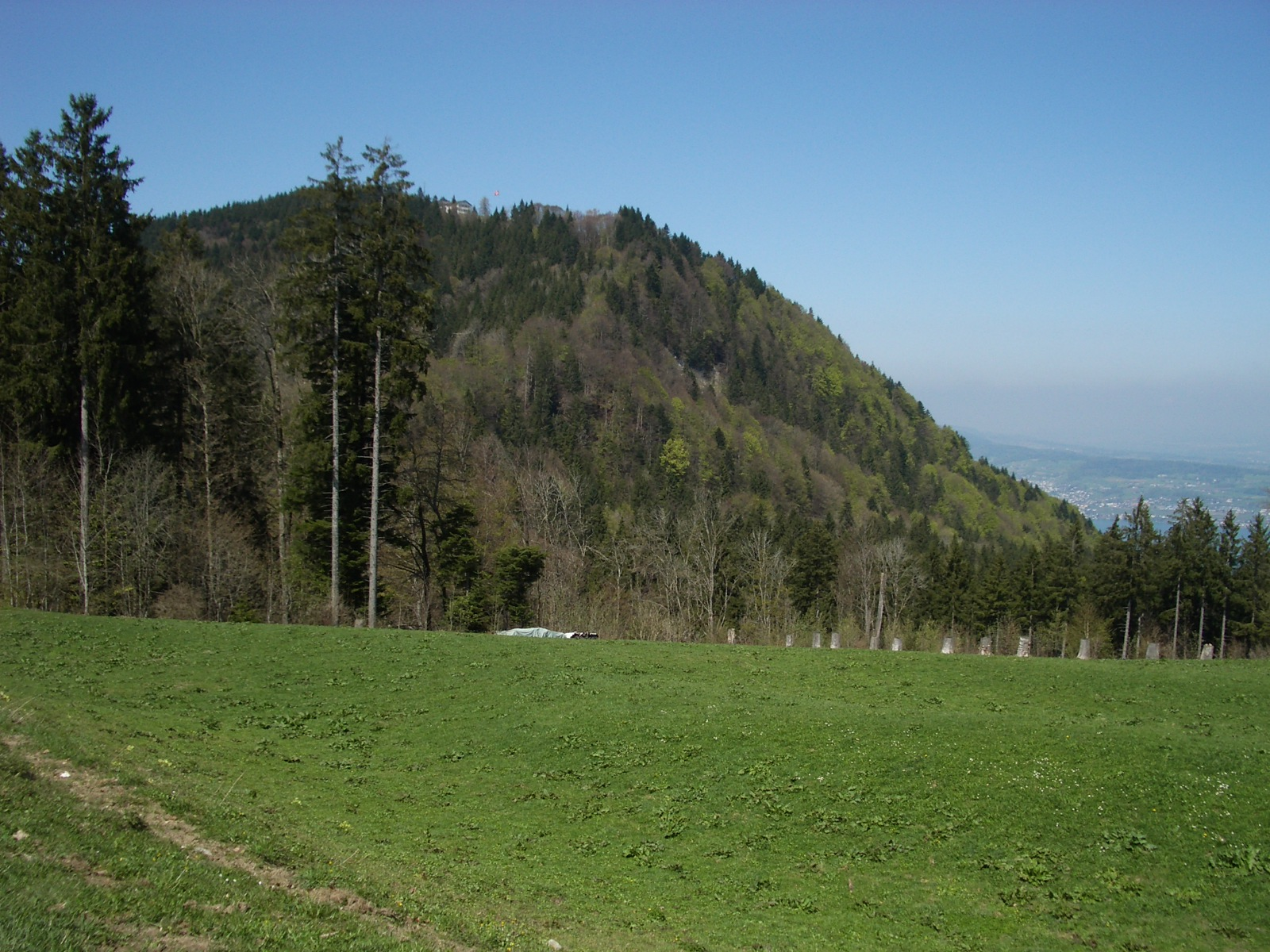
Etzel mit Berggasthaus von östlich der Etzelpasshöhe aus gesehen

Der Etzel bestimmt massgeblich den Verlauf der Sihl, da er verhindert, dass diese aus dem Hochtal von Einsiedeln direkt in den Zürichsee abfliesst. Stattdessen wird die Sihl nach Westen gelenkt, wo sie am Höhronen entlang nach Sihlbrugg ins Sihltal fliesst. Die Topografie am Etzel begünstigte die Errichtung der Gewichtsmauer In den Schlagen, die seit 1937 den Sihlsee staut, welcher das zugehörige Etzelwerk in Altendorf am oberen Zürichsee speist.
Am Etzel finden sich mehrere Militärbunker und Befestigungsanlagen, die im Zweiten Weltkrieg als Teil des Festungssystems Reduit die Sperrstelle Etzel bildeten. Einzelne werden von der Stiftung Schwyzer Festungswerke unterhalten und können besichtigt werden.

## Touristische Erschliessung
Der Etzel ist ein beliebtes Ausflugsziel für Wanderungen. Der Blick reicht in nördlicher Richtung über den Zürichsee und Obersee mit dem Seedamm von Rapperswil bis zu den Gipfeln des Zürcher Oberlandes, in südlicher Richtung gegen den Sihlsee und die Mythen. Auf dem Gipfel steht ein Berggasthaus.
1962 erliess die Sektion Hoher Rohn des SAC einen Aufruf zur Erhaltung der Bergkuppe als Wandergebiet. Über tausend Freunde des Etzels folgten dem Aufruf und gründeten die «Genossenschaft Hoch-Etzel». Diese kaufte mit dem gesammelten Geld die Bergkuppe und liess 1963/1965 durch den Architekten Heinrich Kübler das Berggasthaus erbauen.

## UKW-Sendeanlagen
Die UKW-Radio-Sendeanlagen Feusisberg Etzel beim Gipfelgasthaus und Feusisberg Strickli am Nordhang dienen der Versorgung der Regionen Linthgebiet, Obersee und Ausserschwyz.